# Turcovce
Turcovce est un village de Slovaquie situé dans la région de Prešov.

## Histoire
Première mention écrite du village en 1557.

## Démographie

### Évolution de la population
| Année:               | 1994. | 2004.   | 2014.    | 2024. |
| -------------------- | ----- | ------- | -------- | ----- |
| Nombre de personnes: | 365   | 350     | 305      | 305   |
| Différence:          |       | -4,10 % | -12,85 % | +0 %  |

| Année:               | 2023. | 2024.   |
| -------------------- | ----- | ------- |
| Nombre de personnes: | 303   | 305     |
| Différence:          |       | +0,66 % |